# Carex infuscata
Espèce
Classification phylogénétique
Carex infuscata est une espèce des plantes du genre Carex et de la famille des Cyperaceae.